# ديفيد وليامز (دراج)
ديفيد وليامز (بالإنجليزية: David Williams)‏ هو دراج أمريكي، ولد في 19 يونيو 1988.

## وصلات خارجية
- دايفيد وليامز على موقع إحصائيات الدراجات الإحترافية (الإنجليزية)